# Giulio Cesare Rospigliosi
Giulio Cesare Rospigliosi, VI principe Rospigliosi e VI duca di Zagarolo (Roma, 25 novembre 1781 – Roma, 9 aprile 1859), è stato un nobile italiano.

## Biografia

### I primi anni
Giulio Cesare Rospigliosi nacque a Roma il 25 novembre 1781, figlio di Giuseppe Rospigliosi, V principe Rospigliosi e di sua moglie, la principessa romana Ottavia Odescalchi.
Abbandonò Roma nel 1792 per seguire il padre che decise di trasferirsi definitivamente in Toscana con tutta la famiglia dove, nel 1814, ottenne importanti incarichi presso la corte granducale. Il giovane Giulio Cesare, dunque, non ebbe modo di vedere l'occupazione francese di Roma, ma tornò nella capitale papalina solo diversi anni dopo, per frequentare l'Università La Sapienza dopo aver frequentato a Siena il prestigioso Convitto Tolomei, dedicandosi in particolare alla matematica.
Parallelamente, intraprese la carriera militare venendo destinato come ufficiale dell'esercito austriaco a partire dal 1798 ma, con la morte di tutti i fratelli maggiori, il padre decise di tenerlo presso di sé in Toscana. Il padre gli cedette il titolo di duca di Zagarolo nel 1803 ed in quello stesso anno sposò Margherita Colonna, figlia primogenita di Filippo Colonna, conestabile del Regno di Napoli, e della principessa Caterina di Savoia-Carignano. Questa gli portò una cospicua dote di 70.000 scudi che rinsaldarono le finanze della famiglia e la ripagarono in parte delle perdite subite col termine della feudalità.

### Il ritorno a Roma

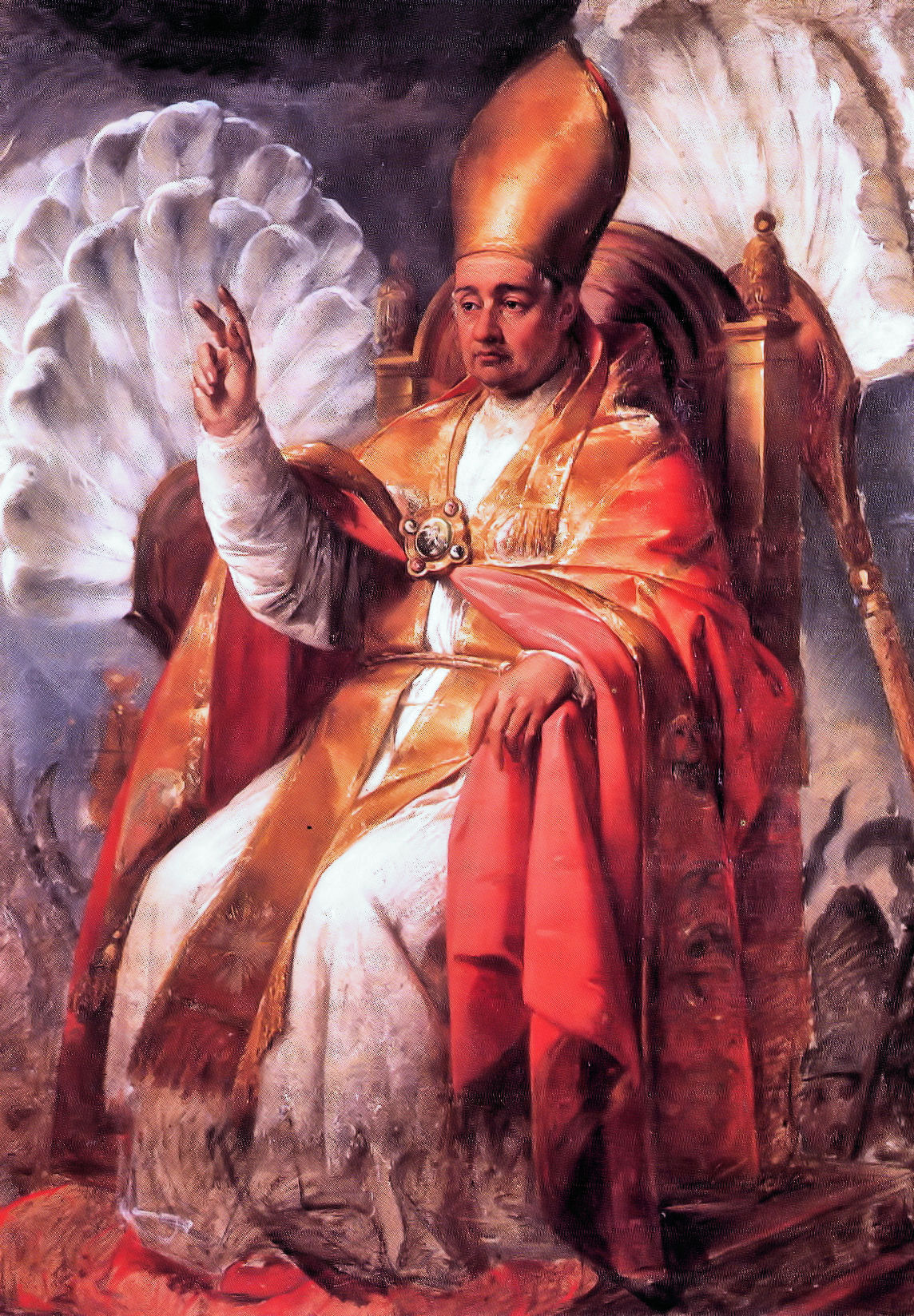
Gregorio XVI fu il papa che maggiormente favorì il Rospigliosi dopo il suo ritorno a Roma dalla Toscana

Con la caduta dell'Impero napoleonico, il Rospigliosi decise di fare stabilmente ritorno a Roma nella speranza, come i suoi antenati, di inserirsi nell'apparato statale pontificio. Dal 1 settembre 1815 (sino al 1833), Pio VII lo nominò comandante della milizia civica di Roma e nel dicembre di quello stesso anno lo ammise come cameriere segreto soprannumerario. Questi privilegi andavano ad assommarsi al fatto che Giulio Cesare, rimasto unico figlio maschio senza ulteriori fratelli minori, accumulò nella sua sola persona le disposizioni volute dal cardinale Lazzaro Pallavicini col suo testamento del 1680 nel quale aveva disposto i beni della primogenitura Pallavicini da destinarsi ad ogni nuova generazione al figlio secondogenito della coppia del principe in carica.
Giulio Cesare non si dimenticò della Toscana dove aveva vissuto gran parte della propria giovinezza e nel 1834 acquistò dal marchese Leopoldo Carlo Ginori Lisci un palazzo gentilizio in piazza del Carmine a Firenze, e a partire dagli anni '30, iniziò a vendere molte delle terre che possedeva nel Lazio (in particolare quelle a Frascati ed a Zagarolo).
Nel 1832, a Roma, entrò come membro della commissione per l'ammortamento del debito pubblico accumulato negli anni dell'occupazione napoleonica, ma rinunciò alla carica di presidente della medesima commissione che pure gli venne proposta in quanto in disaccordo con la vendita in massa dei fondi camerali decisa da Gregorio XVI. Malgrado queste opinioni divergenti, il rapporto tra il pontefice ed il principe Rospigliosi fu sempre ottimo a tal punto che nel 1831 fu tra le prime personalità ad essere decorate dell'Ordine di San Gregorio Magno, istituito proprio da papa Gregorio XVI che volle così premiare le personalità che gli erano rimaste fedeli nel corso delle agitazioni per i moti del 1830-31.
Si impegnò attivamente anche nel campo dell'agricoltura, cercando di incrementare la produzione agricola delle proprie terre attraverso una politica di diversificazione delle colture, sforzo che gli valse una medaglia dell’Istituto agrario di Bologna (1828) e una medaglia d’oro della Società romana di agricoltura (1859).

### La Banca Roma e le speculazioni terriere
Nel 1833, inoltre, divenne membro del primo consiglio della Pontificia Società di Assicurazioni, la prima assicurazione aperta nello Stato Pontificio, di cui divenne presidente nel 1842. Nel 1836, insieme a Marcantonio e Francesco Borghese, ad Alessandro Torlonia e ad altri esponenti dell'élite romana, figurò tra i fondatori della Cassa di Risparmio, di cui divenne anche presidente dal 1839 al 1844. Grazie alle linee di credito aperte con questa nuova operazione bancaria, ottenne il capitale necessario per acquistare la tenuta agricola suburbana romana di Decima dalla famiglia Torregiani, servendosi in questo anche dei validi consigli dell'abate Antonio Coppi, erudito, poligrafo ed esperto di agricoltura che dal 1818 era passato al diretto servizio della principessa Colonna sua moglie, dopo avere servito per anni il padre. Nel 1845, sempre tramite la sua banca romana, entrò nella speculazione relativa alla lottizzazione dei cosiddetti "Beni dell'Appannaggio", ovvero di quei 29.000 ettari di terreno tra Marche ed Umbria che il Congresso di Vienna aveva assegnato all'ex viceré napoleonico d'Italia, Eugenio di Beauharnais, e che invece papa Gregorio XVI era intenzionato a riacquisire a favore dello Stato Pontificio. Nel 1851, Giulio Cesare venne nominato presidente della Camera di commercio di Roma.
Durante la prima metà dell'Ottocento, compì numerosi viaggi all'estero tra cui in Francia, in Gran Bretagna ed in Russia assieme ai suoi figli, così da perfezionarne l'educazione, venendo ricevuto nel maggio del 1844 alla corte di Luigi Filippo di Francia.
Oltre ad una spiccata passione per l'archeologia, Giulio Cesare Rospigliosi si segnalò per la sua anticipatrice passione per la nuova invenzione dei dagherrotipi, oltre alla sua partecipazione all'Accademia dell'Arcadia di cui divenne membro dal 1833.

### Gli ultimi anni
Sotto il pontificato di Pio IX, sebbene ormai anziano, il Rospigliosi assunse nel 1847 nuovamente il comando della guardia civica di Roma, venendo in seguito nominato membro dell’Alto Consiglio, una sorta di Senato puramente vitalizio e con valore consultivo. Nell'ambito di questo consiglio, il Rospigliosi svolse un'attività politica piuttosto rilevante, cercando di portare nello Stato della Chiesa le innovazioni che aveva visto nel corso dei suoi viaggi all'estero, distinguendosi per una tendenza politica liberal-moderata. Con la fase della Repubblica Romana, la fuga del pontefice e poi il suo ritorno, il principe Rospigliosi decise di ritirarsi definitivamente dalla vita politica del paese, preferendo continuare la cura dei suoi interessi privati. Con il ritorno di Pio IX sul seggio di Pietro, divenne consultore della Presidenza di Roma e Comarca (1856), l'organo statale che aveva il compito di sovrintendere l'amministrazione della provincia di Roma.
Morì a Roma il 9 aprile 1859 a seguito di una breve malattia subentratagli dopo che un banale incidente con un carro gli aveva in realtà procurato delle lesioni interne.

## Matrimonio e figli
Il 12 febbraio 1803, a Roma, Giulio Cesare sposò la principessa Margherita Colonna Gioeni di Castiglione (13 febbraio 1786 - 1° settembre 1864), figlia di Filippo III Colonna, duca di Paliano, e di sua moglie la principessa Caterina di Savoia-Carignano. La coppia ebbe numerosi figli, solo due dei quali tuttavia sopravvissero ai genitori:
- Maria (nata e morta nel 1803)
- Maria Luisa (nata e morta nel 1807)
- n.n. (nato e morto nel 1808)
- Maria Eleonora (nata e morta nel 1809)
- Eleonora (1810 - 11 novembre 1820)
- Luisa (nata e morta nel 1812)
- Luigi (nato e morto nel 1813)
- n.n. (nato e morto nel 1815)
- Giovan Battista (1816 - 12 novembre 1819)
- n.n. (nato e morto nel 1819)
- Serafino (nato e morto nel 1821)
- Clemente (1823 - 1897), VII principe Rospigliosi, duca di Zagarolo, sposò nel 1846 Francesca de Nompère de Champagny

- Francesco Rospigliosi Pallavicini (1828 - 1887), principe di Gallicano e Marchese di Colonna, che fondò il proprio ramo di famiglia Pallavicini.[3] Sposò nel 1854 Maria Carolina Boncompagni Ludovisi. Fu il primo sindaco di Roma dopo il 20 settembre.

## Albero genealogico
|                                                        |                                               |                                                        | Genitori                                         |  |  | Nonni |  |  | Bisnonni                                               |  |  | Trisnonni                                             |  |
|                                                        |                                               |                                                        |                                                  |  |  |       |  |  | Clemente Domenico Rospigliosi, II principe Rospigliosi |  |  | Giovanni Battista Rospigliosi, I principe Rospigliosi |  |
|                                                        |                                               |                                                        |                                                  |  |  |       |  |  | Clemente Domenico Rospigliosi, II principe Rospigliosi |  |  | Giovanni Battista Rospigliosi, I principe Rospigliosi |  |
|                                                        |                                               | Maria Camilla Pallavicini                              |                                                  |  |  |       |  |  | Clemente Domenico Rospigliosi, II principe Rospigliosi |  |  |                                                       |  |
| Giovanni Battista Rospigliosi, IV principe Rospigliosi |                                               |                                                        |                                                  |  |  |       |  |  | Clemente Domenico Rospigliosi, II principe Rospigliosi |  |  |                                                       |  |
|                                                        |                                               | Giustina Borromeo Arese                                | Carlo Borromeo Arese, V marchese di Angera       |  |  |       |  |  |                                                        |  |  |                                                       |  |
|                                                        |                                               | Giustina Borromeo Arese                                | Carlo Borromeo Arese, V marchese di Angera       |  |  |       |  |  |                                                        |  |  |                                                       |  |
|                                                        |                                               | Giustina Borromeo Arese                                | Camilla Barberini                                |  |  |       |  |  |                                                        |  |  |                                                       |  |
| Giuseppe Rospigliosi, V principe Rospigliosi           |                                               | Giustina Borromeo Arese                                |                                                  |  |  |       |  |  |                                                        |  |  |                                                       |  |
|                                                        |                                               | Baldassarre Caffarelli, duca di Assergi                | Giovanni Pietro Caffarelli, duca di Assergi      |  |  |       |  |  |                                                        |  |  |                                                       |  |
|                                                        |                                               | Baldassarre Caffarelli, duca di Assergi                | Giovanni Pietro Caffarelli, duca di Assergi      |  |  |       |  |  |                                                        |  |  |                                                       |  |
|                                                        |                                               | Baldassarre Caffarelli, duca di Assergi                | Olimpia Muti                                     |  |  |       |  |  |                                                        |  |  |                                                       |  |
| Eleonora Caffarelli                                    |                                               | Baldassarre Caffarelli, duca di Assergi                |                                                  |  |  |       |  |  |                                                        |  |  |                                                       |  |
|                                                        |                                               | Costanza Mattei                                        | Alessandro Mattei, II duca di Giove              |  |  |       |  |  |                                                        |  |  |                                                       |  |
|                                                        |                                               | Costanza Mattei                                        | Alessandro Mattei, II duca di Giove              |  |  |       |  |  |                                                        |  |  |                                                       |  |
|                                                        |                                               | Costanza Mattei                                        | Teodora Naro                                     |  |  |       |  |  |                                                        |  |  |                                                       |  |
| Giulio Cesare Rospigliosi, VI principe Rospigliosi     |                                               | Costanza Mattei                                        |                                                  |  |  |       |  |  |                                                        |  |  |                                                       |  |
|                                                        | Baldassarre Odescalchi, I principe Odescalchi | Antonio Maria Erba-Odescalchi, I marchese di Mondonico |                                                  |  |  |       |  |  |                                                        |  |  |                                                       |  |
|                                                        | Baldassarre Odescalchi, I principe Odescalchi | Antonio Maria Erba-Odescalchi, I marchese di Mondonico |                                                  |  |  |       |  |  |                                                        |  |  |                                                       |  |
|                                                        | Baldassarre Odescalchi, I principe Odescalchi | Teresa Turconi                                         |                                                  |  |  |       |  |  |                                                        |  |  |                                                       |  |
| Livio Odescalchi, II principe Odescalchi               | Baldassarre Odescalchi, I principe Odescalchi |                                                        |                                                  |  |  |       |  |  |                                                        |  |  |                                                       |  |
|                                                        |                                               | Eleonora Maddalena Borghese                            | Marcantonio II Borghese, III principe di Sulmona |  |  |       |  |  |                                                        |  |  |                                                       |  |
|                                                        |                                               | Eleonora Maddalena Borghese                            | Marcantonio II Borghese, III principe di Sulmona |  |  |       |  |  |                                                        |  |  |                                                       |  |
|                                                        |                                               | Eleonora Maddalena Borghese                            | Livia Spinola                                    |  |  |       |  |  |                                                        |  |  |                                                       |  |
| Maria Ottavia Odescalchi                               |                                               | Eleonora Maddalena Borghese                            |                                                  |  |  |       |  |  |                                                        |  |  |                                                       |  |
|                                                        |                                               | Filippo Corsini, II principe di Sismano                | Bartolomeo Corsini, I principe di Sismano        |  |  |       |  |  |                                                        |  |  |                                                       |  |
|                                                        |                                               | Filippo Corsini, II principe di Sismano                | Bartolomeo Corsini, I principe di Sismano        |  |  |       |  |  |                                                        |  |  |                                                       |  |
|                                                        |                                               | Filippo Corsini, II principe di Sismano                | Vittoria Altoviti                                |  |  |       |  |  |                                                        |  |  |                                                       |  |
| Maria Vittoria Corsini                                 |                                               | Filippo Corsini, II principe di Sismano                |                                                  |  |  |       |  |  |                                                        |  |  |                                                       |  |
|                                                        |                                               | Ottavia Strozzi                                        | Lorenzo Francesco Strozzi, I principe di Forano  |  |  |       |  |  |                                                        |  |  |                                                       |  |
|                                                        |                                               | Ottavia Strozzi                                        | Lorenzo Francesco Strozzi, I principe di Forano  |  |  |       |  |  |                                                        |  |  |                                                       |  |
|                                                        |                                               | Ottavia Strozzi                                        | Teresa Strozzi di Bagnolo                        |  |  |       |  |  |                                                        |  |  |                                                       |  |
|                                                        |                                               | Ottavia Strozzi                                        |                                                  |  |  |       |  |  |                                                        |  |  |                                                       |  |